# Training Pigeons
Training Pigeons es un corto de animación estadounidense de 1936, de la serie de Betty Boop. Fue producido por los estudios Fleischer y distribuido por Paramount Pictures. En él aparecen Betty Boop y Pudgy, su mascota.

## Argumento
Betty Boop y Pudgy contemplan en el terrado de casa cómo sus palomas van entrando de una en una en el palomar. Pero hay una que no quiere entrar y Pudgy intentará emular a un perro de caza e irá tras el volátil animal. Tras una persecución infructuosa, Pudgy caerá agotado.

## Producción
Training Pigeons es la quincuagésima sexta entrega de la serie de Betty Boop y fue estrenada el 18 de septiembre de 1936.